# Рольф Карльс
Рольф Карльс (нім. Rolf Carls; 29 травня 1885, Росток — 15 квітня 1945, Бад-Ольдесло, Шлезвіг-Гольштейн) — німецький воєначальник, генерал-адмірал Крігсмаріне (1940). Кавалер Лицарського хреста Залізного хреста.

## Біографія
1 травня 1903 року вступив в Кайзерліхмаріне кадетом. Закінчив військово-морське училище зі спеціальним курсом. У 1905 році служив на кораблях Східно-азійської ескадри. З листопада 1905 року служив на надводних кораблях. 28 вересня 1906 отримав звання лейтенанта.

### Перша світова війна
Учасник 1-ї світової війни. З 13 травня 1914 року артилерійський офіцер легкого крейсера «Бреслау», брав участь у військових діях на Чорному морі.
З 16 січня 1917 року 3-й артилерійський офіцер лінійного корабля «Кеніг». У квітні - червні 1917 пройшов підготовку для плавання на підводних човнах.
З 1 липня 1917 року викладач школи на броненосних крейсера «Імператриця Августа».
З 31 травня 1918 командир підводного човна U-9, з 21 липня по 1 грудня 1918 року - U-124. 

### Міжвоєнна служба
Після демобілізації залишений у флоті. З 9 лютого 1919 командир 8-го морського артилерійського батальйону, з 16 березня 1919 року в розпорядженні інспектора підводного флоту, з 9 квітня 1919 командир 3-й морський бригади, з 1 липня 1920 командир 5-го батальйону берегової оборони, з 8 жовтня 1923 року - 1-й артилерійський офіцер лінійного корабля «Ганновер».
10 вересня 1925 року призначений директором Імперської морської служби в Кенігсберзі. 18 березня 1927 переведений до Департаменту флоту Морського управління, з 5 жовтня 1928 року - начальник Департаменту бойової підготовки.
З 1 жовтня 1930 року - начальник штабу Морського управління, один з найближчих помічників Еріха Редера.
З 29 вересня 1934 по 30 вересня 1936 року - командувач лінійними кораблями.
Здійснював вище командування німецьким флотом під час Громадянської війни в Іспанії в 1936-1937, був одночасно командувачем ВМС в Іспанії (24 липня - 26 серпня, 5 жовтня - 13 листопада 1936 року, 3 серпня - 7 вересня 1937 року).
З 1 жовтня по 23 листопада 1936 року - командувач броненосними силами.
З 1 січня 1937 по 17 червня 1938 року - командувач флотом.

### Друга світова війна
З 1 листопада 1938 року начальник військово-морської станції «Остзеє», з 31 жовтня 1939 року - командувач групою ВМС «Схід» (з 10 серпня 1940 року - «Північ»).
Один з головних ініціаторів захоплення Норвегії та її військово-морських баз. Саме Карльс переконав Редера в необхідності цієї операції.
У травні 1941, після загибелі командувача флотом адмірала Гюнтера Лют'єнса, Карльс, не залишаючи командування групою ВМС, очолював флот до призначення Отто Шнівінда.
Був одним з найвпливовіших адміралів німецького ВМФ. Після відставки в січні 1943 року Редер назвав Карльса і Карла Деніца своїми можливими наступниками. Карльс користувався величезною повагою серед моряків і отримав серед них прізвисько «морський цар». Але вибір припав на Деніца.
2 березня 1943 року Карльс був звільнений з усіх посад і зарахований у розпорядження головнокомандуючого ВМФ, а 31 травня 1943 відправлений у відставку.
Загинув під час авіанальоту союзної авіації.

## Нагороди
Військова кар'єра
- 1 квітня 1903 — кадет
- 15 квітня 1904 — фенріх-цур-зее
- 28 вересня 1906 — лейтенант-цур-зее
- 27 січня 1909 — обер-лейтенант-цур-зее
- 16 грудня 1914 — капітан-лейтенант
- 8 грудня 1921 — корветтен-капітан
- 1 жовтня 1928 — фрегаттен-капітан
- 1 травня 1930 — капітан-цур-зее
- 1 квітня 1934 — контр-адмірал
- 1 січня 1937 — віце-адмірал
- 1 червня 1937 — адмірал
- 19 липня 1940 — генерал-адмірал

- Орден Корони (Пруссія) 4-го класу (19 вересня 1912)
- Залізний хрест
  - 2-го класу
  - 1-го класу (19 травня 1915)
- Хрест «За військові заслуги» (Мекленбург-Шверін)
  - 2-го класу (25 травня 1915)
  - 1-го класу (4 листопада 1916)
- Військова медаль (Османська імперія) (12 серпня 1915)
- Срібна медаль «Імтияз» з шаблями (Османська імперія)
- Орден «Османіє» 4-го класу з шаблями (лютий 1917)
- Хрест «За вислугу років» (Пруссія) (25 років)

- Сілезький Орел 2-го і 1-го ступеня (27 січня 1920) — отримав 2 нагороди одночасно.
- Хрест Левенфельда (31 травня 1920)
- Орден «За військові заслуги» (Болгарія) 2-го ступеня (червень 1934)
- Почесний хрест ветерана війни з мечами (24 грудня 1934)
- Медаль «За вислугу років у Вермахті» 4-го, 3-го, 2-го і 1-го класу (25 років; 2 жовтня 1936) — отримав 4 нагороди одночасно.
- Орден Медауйя, великий хрест (Іспанське Марокко; 5 квітня 1938)
- Орден Заслуг (Угорщина), великий хрест (20 серпня 1938)
- Орден Білої троянди (Фінляндія), великий хрест (1938)
- Медаль «За Іспанську кампанію» (Іспанія)
- Медаль «У пам'ять 1 жовтня 1938» (22 травня 1939)
- Іспанський хрест в золоті з мечами (6 червня 1939)
- Орден морських заслуг (Іспанія), великий хрест білого дивізіону (25 серпня 1939)

- Орден Корони (Югославія) 1-го ступеня (16 листопада 1939)
- Золота медаль міста Аліканте (Іспанія; 31 грудня 1939)
- Застібка до Залізного хреста 2-го і 1-го класу (1940)
- Відзначений у Вермахтберіхт (10 квітня 1940)
- Лицарський хрест Залізного хреста (14 червня 1940)
- Орден Корони Італії, великий хрест (11 березня 1941)
- Орден Хреста Свободи 1-го класу з мечами та зіркою (Фінляндія; 25 березня 1942)
- Німецький хрест в золоті (28 лютого 1943)